# Jäola
Jäola este o arie protejată (arie specială de conservare — SAC, sit de importanță comunitară — SCI) din Estonia întinsă pe o suprafață de 34,9 ha, integral pe uscat.

## Localizare
Centrul sitului Jäola este situat la coordonatele 59°01′03″N 26°18′03″E / 59.0176°N 26.3009°E.

## Înființare
Situl Jäola a fost declarat sit de importanță comunitară în aprilie 2004 pentru a proteja 1 specie de plante. Situl a fost protejat și ca arie specială de conservare în martie 2006.

## Biodiversitate
Situată în ecoregiunea boreală, aria protejată nu include niciun habitat protejat.
La baza desemnării sitului se află o specie protejată de  plante: Saussurea alpina subsp. esthonica.